# 马克·纽森
马克·纽森（Marc Newson，1963年10月20日—），是世界著名的一位工業設計師，澳大利亞人，祖先移民自希臘及愛琴海一帶，即是希臘人。 他的知名作品包括飛機、商品、傢具、珠寶、時裝等。
在2005年的時代雜誌，纽森入選為首100名最有影響力的人物之一。